# Patrice Burnat
 (février 2017).
Si vous disposez d'ouvrages ou d'articles de référence ou si vous connaissez des sites web de qualité traitant du thème abordé ici, merci de compléter l'article en donnant les références utiles à sa vérifiabilité et en les liant à la section « Notes et références ».
Pour les articles homonymes, voir Burnat.
Patrice Burnat, né à Morteau le 29 mars 1947 et mort  le 1er septembre 2007 à Versailles,, est un journaliste français de presse écrite.

## Biographie
Fils du journaliste et écrivain André Burnat, neveu de Jean Burnat, il effectue ses études secondaires au lycée Hoche de Versailles.[réf. nécessaire] Il commence sa carrière de journaliste à Paris-Normandie, avant de rejoindre le Matin de Paris, où il couvre notamment l'Affaire Grégory dans les années 1980. Il travaille ensuite comme pigiste et, de 1990 à 1996, comme grand reporter à Sélection du Reader's Digest. Puis il devient, au Parisien, l'adjoint du chef du service "Infos générales", avant d'exercer les mêmes fonctions à France-Soir aux côtés de Jean-Marc Gonin, qu'il accompagne plus tard au Figaro en tant que rédacteur en chef.